# Aeolosma celata
Aeolosma celata là một loài bướm đêm trong họ Crambidae.